# Timothy A. Gonsalves
Timothy Aloysius Gonsalves es un informático y profesor indio, nacido el 20 de junio de 1954. A lo largo de su carrera académica, ha sido fundador o cofundador de varias instituciones y empresas, entre ellas, destaca como fundador de Nilgiri Networks (P) Ltd, cofundador de NMSWorks Software (P) Ltd y cofundador del Grupo TeNeT y RTBI en el IIT Madras, además de IIT Mandi Catalyst. Fue Director fundador del IIT Mandi, en el estado himalayo de Himachal Pradesh, desde enero de 2010 hasta junio de 2020. En la actualidad, ostenta el título de profesor emérito (honorario) en el IIT Mandi. Sus intereses académicos incluyen la educación de los ingenieros del futuro, las redes informáticas, los sistemas distribuidos, el software de telecomunicaciones y la evaluación del rendimiento, entre otros.

## Juventud y educación
Gonsalves nació el 20 de junio de 1954 en Udhagamandalam (más conocido como Ooty), Nilgiris (Tamil Nadu), en el seno de una familia católica mangaloreña. Se graduó en la Breeks Memorial School de Ooty en 1969. Luego, completó su licenciatura en Tecnología Electrónica en el IIT Madras en 1976. Continuó sus estudios de posgrado en Estados Unidos, donde obtuvo un máster en Ingeniería Eléctrica de la Universidad Rice de Houston en 1979 y, finalmente, completó su doctorado en la Universidad de Stanford en 1986.

## Primeros años de carrera profesional
Tras obtener su doctorado, Gonsalves trabajó como profesor adjunto en el Departamento de Informática de WPI, Massachusetts, desde julio de 1986 hasta diciembre de 1988. Luego, regresó a la India y se unió al Departamento de Informática e Ingeniería del IIT de Madrás como profesor adjunto en enero de 1989.
Durante su doctorado, Gonsalves llevó a cabo las primeras investigaciones sobre la entonces novedosa idea de transmitir voz a través de Ethernet. Además de realizar estudios de simulación, llevó a cabo mediciones en una de las primeras redes LAN Ethernet en Xerox PARC, lo que demostró la capacidad de esta red de datos para transmitir voz también. Durante la primera década de su carrera académica, amplió sus investigaciones sobre redes LAN para incluir la capa de transporte y los sistemas operativos.

## Tecnología para la sociedad
A principios de la década de 1990, Gonsalves y dos colegas, Ashok Jhunjhunwala y Bhaskar Ramamurthi, fundaron el Grupo TeNeT con el lema "Tecnología de primera clase a un precio asequible". En este grupo, Gonsalves trabajó en el diseño de software para varios productos de telecomunicaciones, como el sistema corDECT Wireless in Local Loop, un producto de Midas Comm, y el sistema DIAS (del inglés Direct Internet Access System) de acceso directo a Internet, un producto de Banyan Networks, con su diseño patentado de conmutación suave.
Además, como parte de su enfoque en ofrecer aplicaciones útiles basadas en Internet, Gonsalves fue cofundador de n-Logue Communications y del IIT-M RTBI. Durante su excedencia del IIT Madras entre 1998 y 2000, fundó Nilgiri Networks (P) Ltd., en la pequeña ciudad de Ooty, donde formó a talentos locales para desarrollar software de telecomunicaciones para el Grupo TeNeT. Entre los productos que desarrollaron se encuentran Minnow, un servidor basado en Linux para pequeños ISP, y BlueBill, un paquete de facturación de telecomunicaciones de bajo coste.
Continuando con su trayectoria emprendedora, Gonsalves cofundó NMSWorks Software (P) Ltd, basándose en años de investigación en sistemas de gestión de redes y diseñó su producto estrella, CygNet. A través de su trabajo con varias empresas incubadas por el RTBI en productos basados en Internet para la India rural, sus intereses de investigación se ampliaron para incluir los sistemas distribuidos.
A partir de aproximadamente 2006, Gonsalves se dedicó al desarrollo de sistemas financieros como consultor de SBI (del inglés State Bank of India) y SEBI (del inglés Securities and Exchange Board of India). Además, lideró el desarrollo de las primeras normas para pagos móviles en la India como miembro del Mobile Payment Forum India (MPFI).
En la década posterior a 2010, Gonsalves comenzó a aplicar el aprendizaje automático y la ciencia de datos en diversos campos, incluyendo las redes informáticas y la agricultura. También desarrolló un interés en las especulaciones sobre el futuro basadas en datos.

## Creación de instituciones: Director fundador, IIT Mandi
El profesor Gonsalves asumió el cargo de primer director a tiempo completo del IIT Mandi en enero de 2010. Bajo su liderazgo, el IIT Mandi ha experimentado un notable crecimiento, pasando de tener solo 97 estudiantes en 2009 a 1655 estudiantes en el año académico 2019-2020, con más de 1500 antiguos alumnos graduados. Durante su dirección, se ha fomentado una cultura de investigación vibrante, contando con la participación de 125 profesores que han obtenido fondos de investigación externos por valor de 110 millones de rupias entre otros logros.
El IIT Mandi ha llevado a cabo un proyecto de campo verde desde 2009, que ha resultado en la construcción de 1,4 lakh metros cuadrados de espacios con instalaciones residenciales, académicas y recreativas que están a la par de las mejores instituciones de educación superior en el mundo.
En el Ranking Nacional de Institutos Marco del Gobierno de la India (2019), el IIT Mandi ocupó el puesto 20 entre las facultades de ingeniería de la India y el mejor Instituto entre todas las categorías de Himachal Pradesh. En el ARIIA 2020 ocupó el puesto 7 en una encuesta a nivel nacional. Una década después de su creación, el IIT Mandi se ha ganado elogios, incluidos los del Vicepresidente indio y el Gobernador y Ministro Principal de Himachal Pradesh, por establecer su identidad única en el mapa educativo del país.
El profesor Gonsalves desempeñó un papel decisivo en la creación de IIT Mandi Catalyst, la primera incubadora de empresas tecnológicas de Himachal Pradesh, en 2016. También es Presidente de su Junta de Gobernadores. Catalyst ha ayudado a más de 75 nuevas empresas desde 2017 y está cambiando tanto el perfil de la industria como la mentalidad empresarial en Himachal Pradesh. Hasta la fecha, Catalyst ha conseguido una financiación externa de 24 millones de rupias de varios organismos de financiación.
En 2019, IIT Mandi se convirtió en el primer IIT en introducir un programa Licenciado en Tecnología en Ciencia de Datos. El Prof. Gonsalves ha sido mentor de otros institutos educativos en Himachal Pradesh sirviendo en su consejo. Ha sido vicepresidente del Consejo Estatal de Educación Superior de Himachal Pradesh (2014-2017) y presidente de la Junta de Gobierno de la Escuela de Ingeniería Jawaharlal Nehru, Sundernagar, Himachal Pradesh (2012-2017).
El profesor Gonsalves ha sido nombrado coordinador nacional de proyectos para FarmerZone, un proyecto que aprovecha la inteligencia artificial para asesorar sobre la gestión de cultivos a pequeños y medianos agricultores, ayudando inicialmente a más de 1000 agricultores de patatas en Punjab, Uttar Pradesh y Himachal Pradesh. Este prestigioso proyecto está financiado con 9,7 millones de rupias (2018-2021) por el Departamento de Biotecnología del Gobierno de la India. Otro ejemplo de que el IIT Mandi ha alcanzado el liderazgo nacional durante su mandato: en 2018, el IIT Mandi fue nombrado institución nodal para Alemania en el programa SPARC (movilidad internacional de investigadores) a escala nacional del Ministerio de Desarrollo de Recursos Humanos.
En consonancia con la visión del IIT Mandi de tender un puente entre el mundo académico y la comunidad local, el profesor Gonsalves puso en marcha "Prayas", un foro ciudadano con residentes y administradores de la ciudad de Mandi, del que es Presidente.

### Iniciativa para aumentar la matriculación femenina en los Institutos Indios de Tecnología
En 2017 presidió el subcomité de la Junta de Admisiones Conjuntas para aumentar la matrícula femenina en la licenciatura en eletrónica en los IIT. El comité recomendó aumentar la matrícula femenina en los IIT del 8 % en 2016 al 14 % en 2018-19, al 17 % en 2019-20 y al 20 % en 2020-21 mediante la creación de plazas supernumerarias. Como resultado de este esfuerzo y de esfuerzos adicionales en el IIT Mandi, incluidas becas para estudiantes femeninas y la creación de un servicio de asistencia, el IIT Mandi admitió a un 20,22 % de estudiantes femeninas en su programa de Licenciatura en Tecnología para el año académico 2019-2020. Es decir, hubo 53 estudiantes femeninas entre un total de 262 estudiantes de licenciatura en tecnología admitidos ese año. Esta es la proporción más alta de estudiantes femeninas en un programa de BTech en cualquiera de los 23 IIT. Este esfuerzo también ha sido un éxito nacional: La matriculación femenina en BTech en todos los IIT se duplicó con creces, pasando del 8 % en 2016 al 18 % en 2019.

### Programa de iniciación de cinco semanas para estudiantes de BTech
Desde 2016, bajo la dirección del profesor Gonsalves, el IIT Mandi ha organizado un programa único de inducción u orientación para sus nuevos estudiantes de licenciatura en tecnología. El objetivo de este programa de cinco semanas es proporcionar formación a los nuevos estudiantes y ayudarles en la transición de la escuela a la universidad, mejorar sus respectivas habilidades y competencias y ayudarles a apreciar la importancia de la conexión social de la ingeniería.

### Jubilación en el IIT Mandi
Después de más de 10 años de su contribución como Director fundador del IIT Mandi, dimitió el 30 de junio de 2020, dejando al IIT Mandi con una base sólida. A partir de entonces, Ajit Kumar Chaturvedi, Director del IIT Roorkee, asumió temporalmente el cargo de Director del IIT Mandi. El profesor Gonsalves continúa su asociación con el IIT Mandi como Profesor Emérito (Honorario) desde el 1 de julio de 2020.

## Carrera profesional tras la jubilación
Tras su jubilación como Director del IIT Mandi en junio de 2020, el profesor Gonsalves se ha dedicado a mejorar la educación en las facultades de ingeniería de la India. En 2021 fundó el programa LEAP (Learning Engineering by Activity with Products). LEAP lleva el aprendizaje basado en proyectos a los estudiantes de primer y segundo año de su programa BTech.
Es miembro fundador del Comité Directivo del programa CSEDU, cuyo objetivo es mejorar la eficacia de la enseñanza de las asignaturas de informática en las facultades. Dirige el equipo sobre enseñanza eficaz de redes informáticas.
En 2022, el profesor Gonsalves fue nombrado Catedrático Distinguido de la AICTE (del inglés All India Council for Technical Education). En calidad de tal, visita facultades de ingeniería en distintas partes de la India para dar conferencias especializadas y orientar a profesores y estudiantes. Su primera visita, en noviembre de 2022, fue al Instituto G. Narayanamma de Tecnología y Ciencia (para mujeres) de Hyderabad.

## Vida privada

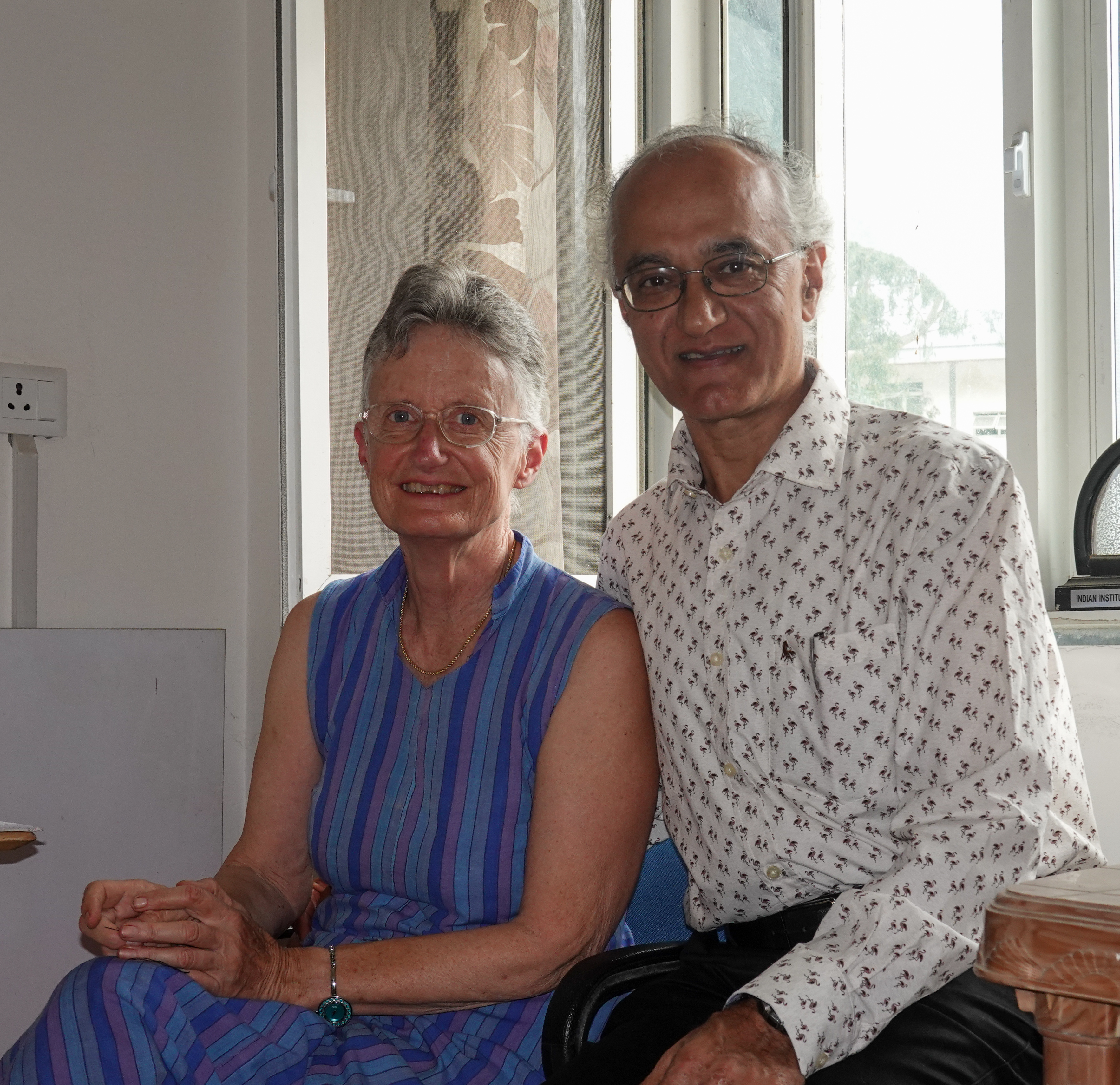
Priscilla y Timothy Gonsalves, agosto de 2019

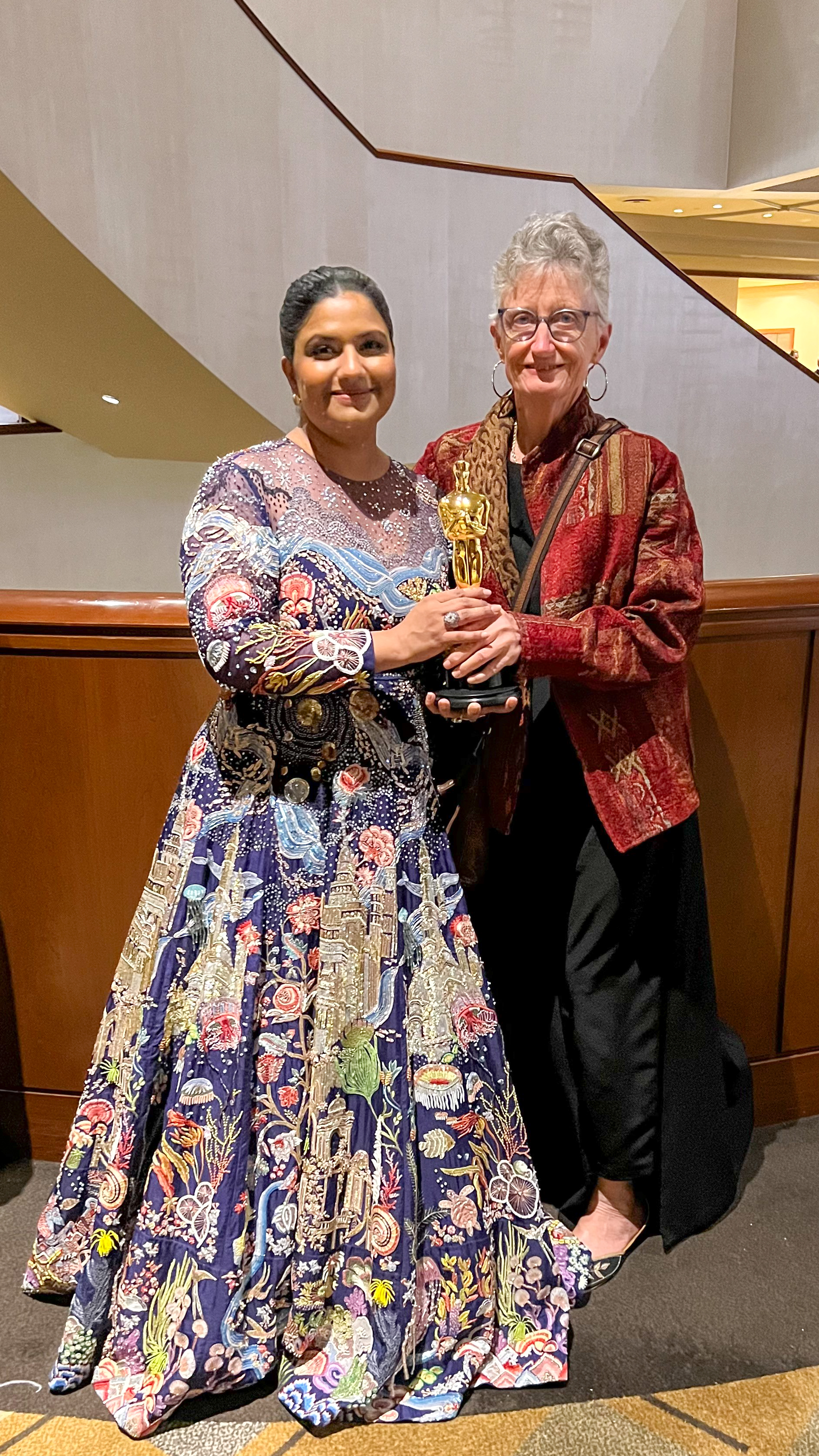
Kartiki Gonsalves (hija, izquierda) y Priscilla Tapley Gonsalves (esposa, derecha) en la 95ª edición de los Óscar, 2023

Gonsalves está casado con Priscilla Tapley Gonsalves y tiene dos hijas, Danica Gonsalves y Kartiki Gonsalves. El documental The Elephant Whisperers, dirigido por Kartiki Gonsalves y con guion de Priscilla Gonsalves, ha ganado el Oscar 2022 al Mejor Cortometraje Documental.
Tras su jubilación como Director del IIT Mandi, ha estado al frente de los Wikimedistas del IIT Mandi, un grupo de editores/colaboradores de Wiki del IIT Mandi. Contribuyen con fotos y artículos sobre Himachal a bienes comunes y Wikipedia. Es un ávido fotógrafo y varias de sus imágenes han aparecido en los bienes comunes de Wikimedia y han sido seleccionadas como Imagen del Día en bienes comunes y Wikipedia en bengalí.